# フリム・フラム・マン
「フリム・フラム・マン」（"Flim Flam Man"）はローラ・ニーロが1967年の映画 The Flim-Flam Man のために作詞作曲した曲。この曲はニーロによって1967年のデビューアルバム『モア・ザン・ナ・ニュー・ディスカバリー』で最初に録音され、発売された。
この曲の最もよく知られているバージョンは1971年のバーブラ・ストライサンドによるヒットである。これはストライサンドのLP『ストーニー・エンド』からの最後となる3枚目のシングルとしてリリースされた。この曲はレコードプロデューサーのリチャード・ペリーがストライサンドに勧め、ファニーのメンバーがバックボーカルをつとめた。
この曲は1971年初頭にアメリカのビルボード・ホット100で82に達し、イージー・リスニング・チャートでは7位となった。カナダでは最高62位となり、アダルト・コンテンポラリー・ちゃーt―では17位に達した。

## チャートでの成績
| チャート（1970–71年）                 | 最高順位 |
| ------------------------------------- | -------- |
| カナダ RPM トップ・シングル           | 62       |
| カナダ RPM アダルト・コンテンポラリー | 17       |
| 全米 ビルボード・ホット100            | 82       |
| 全米 ビルボード・イージー・リスニング | 7        |
| 全米 キャッシュボックス トップ100     | 69       |

## その他のバージョン
「フリム・フラム・マン」はペギー・リプトン（1968年）、ロビン・ウィルソン（1971年）、ドン・レーン（1973年）、ジャニス・ホイト（1974年）、グレイス・コスグローヴ（2012年）などによってもレコーディングされている。